# Orongia motueka
Orongia motueka là một loài nhện trong họ Orsolobidae.
Loài này thuộc chi Orongia. Orongia motueka được Raymond Robert Forster & Norman I. Platnick miêu tả năm 1985.